# 魔境夢遊：時光怪客
是一部2016年的美國3D奇幻冒險片，由詹姆斯·波賓執導。本片為2010年電影《魔境夢遊》的續集。電影主演包括蜜雅·娃絲柯思卡、強尼·戴普、安妮·海瑟薇、海倫娜·寶漢·卡特、沙夏·拜倫·科恩和艾倫·瑞克曼。
美國於2016年5月27日上映。本片為2016年1月過世的瑞克曼所參演的最後一部電影，亦是瑞克曼的遺作。

## 劇情
在《魔境夢遊》故事的三年之後，此時愛麗絲·金斯利（蜜雅·娃絲柯思卡 飾）已成為遊歷四方的成功船長，她剛從中國結束貿易返回倫敦後，發現從前的未婚夫漢米許已併購了她父親的公司，並計畫要賣掉愛麗絲的船。感到絕望的愛麗絲跟隨已蛻變成蝴蝶的智蟲穿越一面鏡子進入仙境。
在見到白皇后（安·海瑟薇 飾）、白兔、雙胞胎、睡鼠、三月兔、貝亞和咧嘴貓等人後，愛麗絲得知她的好友瘋狂帽客（強尼·戴普 飾）由於堅信他失蹤的家人仍活在世間，已患上重病且面臨死亡。在白皇后指引之下，愛麗絲找到掌控著仙境時間的時光怪客（沙夏·拜倫·科恩 飾），向他要求取得能回到過去的「時空轉移球」，可傲慢自大的時光怪客拒絕了愛麗絲的請求。愛麗絲隨後發現已被放逐的紅皇后（海倫娜·寶漢·卡特 飾）也迫切想從時光怪客手中得到時空轉移球，於是愛麗絲被迫偷走了時空轉移球，並穿越到過去試圖拯救帽客的家人。
過程中愛麗絲意外發現了紅白皇后的秘密，原來兩人也曾經是好姊妹，直到看似溫柔婉約的白皇后做了不可告人的舉動，讓紅皇后大受打擊，從此性情大變……。此外愛麗絲更見到了當年帽客的家人並未死於空龍的大火，而是被紅皇后縮小並囚禁了起來，她便急忙趕回到現在的仙境，與帽客、白皇后等人一同前往紅皇后的根據地尋找帽客的家人，但紅皇后抓住了他們與時光怪客，並強制讓白皇后跟她一起乘時空轉移球回到過去面對她以往的錯誤。未料紅皇后因與年幼時的自己當面撞見，致使仙境時空錯亂、開始全面凍結。
愛麗絲忙乘著時空轉移球從快速凍結的時空中回到時光怪客的城堡之內，將時空轉移球放回原處，才使仙境的時空穩定下來，恢復正常。帽客與家人團聚，白皇后也向紅皇后道了歉。愛麗絲在與朋友們道別後，回到現實世界，她的母親拒絕把船賣給漢米許，隨後母女兩人展開了一場遠航。

## 演員
| 演員             | 角色                             |
| 蜜雅·娃絲柯思卡  | 愛麗絲·金斯利 Alice Kingsleigh   |
| 強尼·戴普        | 瘋狂帽客 Mad Hatter              |
| 安妮·海瑟薇      | 白髮皇后 White Queen             |
| 瑞斯·伊凡斯      | 瘋狂帽客之父 Zanik Hightopp      |
| 海倫娜·寶漢·卡特 | 紅心皇后 Red Queen               |
| 沙夏·拜倫·科恩   | 時光怪客 Time                    |
| 麥可·辛          | 白兔 White Rabbit                |
| 史蒂芬·弗莱      | 咧嘴貓 Cheshire Cat              |
| 馬修·盧卡斯      | 雙胞胎 Tweedledum and Tweedledee |
| 艾倫·瑞克曼      | 智蟲 Caterpillar                 |

## 製作
本片於2014年秋天開始拍攝，分別在兩個大型攝影棚中建造相關布景。在拍攝技術上本片一改前作的綠幕，而是採用較不刺眼的藍幕，且增加了更多的實體布景；此外還聘請了著名的電影美術指導丹·漢納來協助設計本片中的奇幻世界。

## 迴響

### 專業評價
爛番茄新鮮度僅29%，基於248條評論，平均分為4.57/10，Metacritic得分34，IMDB得6.4。普遍不受影評人認同。相反地，據CinemaScore調查，在A+至F間觀眾的評價平均落在「A-」，和前集同分。

### 票房
美國首映週末票房僅2810萬美元，次于《X戰警：天啟》列第二位，比前集的1.16億美元下跌了70%，口碑悽慘。中国大陆首周3天取得1.76亿人民币居冠，最终成绩3.86亿。
| 上一届： 《愤怒的小鸟大电影》 | 2016年中国內地一周票房冠军 第22周 | 下一届： 《X战警：天启》 |

## 外部連結
- 互联网电影数据库（IMDb）上《魔境夢遊：時光怪客》的资料（英文）
- AllMovie上《魔境夢遊：時光怪客》的资料（英文）
- 爛番茄上《魔境夢遊：時光怪客》的資料（英文）
- Box Office Mojo上《魔境夢遊：時光怪客》的資料（英文）
- Metacritic上《魔境夢遊：時光怪客》的資料（英文）
- 開眼電影網上《魔境夢遊：時光怪客》的資料（繁體中文）
- 豆瓣电影上《爱丽丝梦游仙境2：镜中奇遇记》的資料 （简体中文）
- 时光网上《爱丽丝梦游仙境2：镜中奇遇记》的資料（简体中文）